# Conches-sur-Gondoire
Conches-sur-Gondoire è un comune francese di 1 760 abitanti situato nel dipartimento di Senna e Marna nella regione dell'Île-de-France.

## Storia
Nel medioevo, Conches-sur-Gondoire era solamente un monastero situato sulla cima di un colle.
Durante le guerre di religione del Cinquecento, la maggior parte del monastero fu bruciata e distrutta da una banda di soldati protestanti.
Del complesso originale rimangono soltanto la chiesa (XII secolo), una cripta gotica con una colonne e capitelli, uno stagno quadrato circondato dai pietre ed alcuni cottage.
Una di queste case appartenne a pittore francese Maurice Boitel che dipinse molti paesaggi di questa zona durante la seconda parte del XX secolo.
Durante gli anni sessanta, la casa di Boitel fu il punto d'incontro di molti pittori, musicisti e scienziati come Gabriel Deschamps, Pierre Gaillardot, Pierre Dejean, Mario Faustino-Lafetat, Louis Vuillermoz, Rodolphe Caillaux, Andrée Bordeaux Le Pecq, Albert Besson, Gustave Ribaud, Daniel du Janerand, Françoise Ardré e molti altri.

## Monumenti
La chiesa del XII secolo, il castello del XIX secolo ed il suo parco aperto ai visitatori.

## Società

### Evoluzione demografica
Abitanti censiti